# Arnon Grunberg

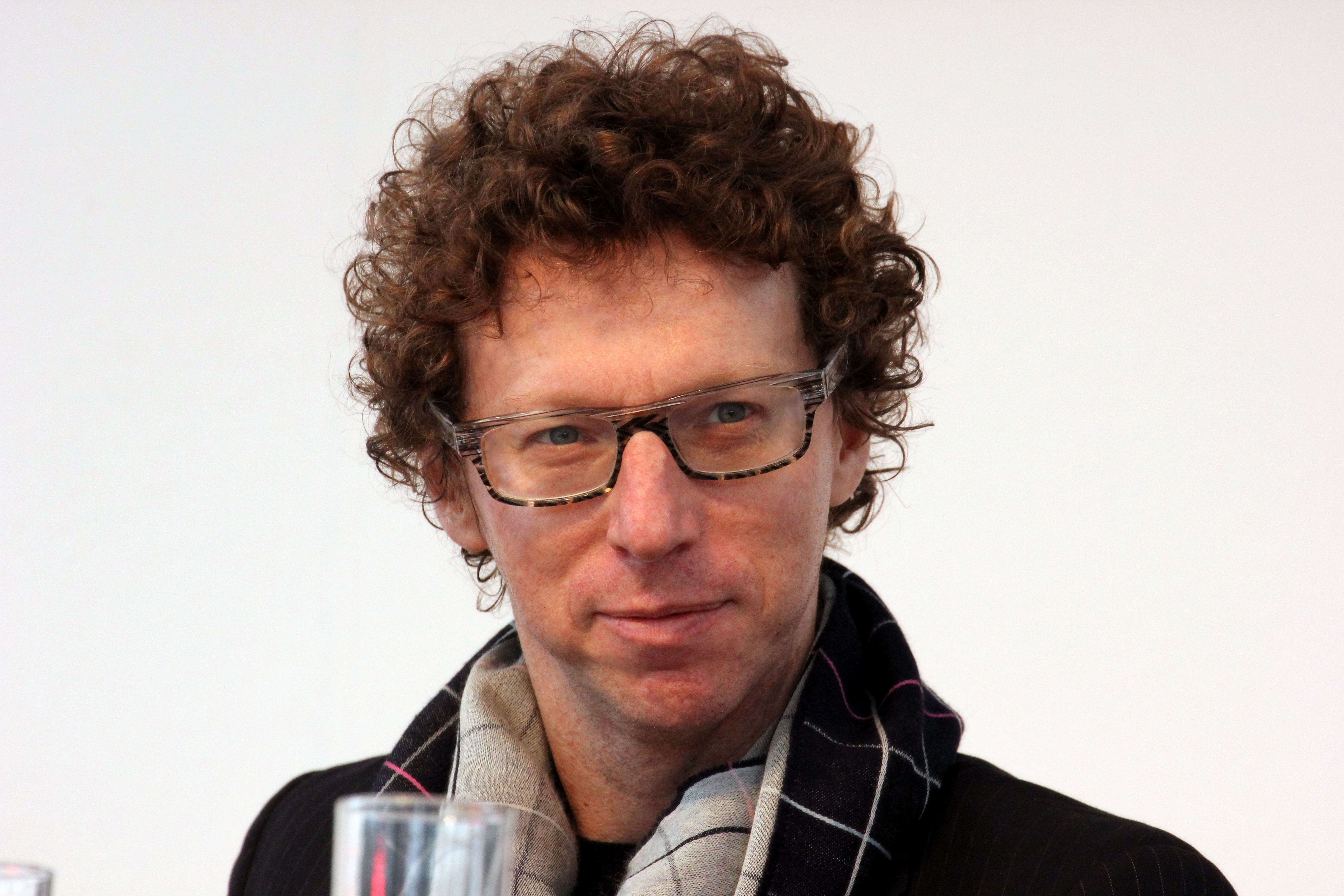
Arnon Grunberg auf der Frankfurter Buchmesse 2016

Arnon Grunberg (offiziell: Arnon Yasha Yves Grunberg), in Deutschland besser bekannt als Arnon Grünberg, (* 22. Februar 1971 in Amsterdam) ist ein niederländischer Autor, der einen Teil seiner Bücher unter dem Pseudonym Marek van der Jagt publizierte. Seine Werke sind in 20 Sprachen übersetzt worden. Seit 1995 lebt er in New York und schreibt seit dem 29. März 2010 die tägliche Kolumne Voetnoot (Fußnote) auf der Titelseite der Volkskrant.

## Leben
Grünbergs Vater Hermann Grünberg (* 1912) floh 1933 aus Berlin und überlebte als einer der wenigen seiner Familie die rassistische Verfolgung durch die deutschen Nationalsozialisten; Grünbergs Mutter Hannelore Grünberg-Klein war die einzige Überlebende ihrer Familie. Arnon Grünberg besuchte zunächst die Amsterdamer Montessori-Schule und von 1982 bis 1988 das Vossius-Gymnasium in Amsterdam. Von diesem wurde er als „asoziales Element“ verwiesen, und er beendete daher seine Schullaufbahn. Er gründete seinen eigenen Verlag (Kasimir).
1994 erschien Blauer Montag, ein internationaler Bestseller. Sein nächstes Buch war Statisten, und 1998 publizierte er De heilige Antonio. Im Jahr 2000 erschien Phantomschmerz, womit Grünberg den AKO-Preis, einen der wichtigsten literarischen Preise in den Niederlanden, gewann.
Unter dem Pseudonym Marek van der Jagt veröffentlichte er zwei Romane. Amour Fou wurde in Deutschland zum aspekte-Quartalsbuch. Ebenfalls 2002 empfing er in Deutschland den NRW-Literatur-Preis für sein Werk.
2003 wurde Der Vogel ist krank veröffentlicht. Mit diesem Buch erhielt er zum zweiten Mal den AKO-Preis. 2004 erschien De joodse messias. Für sein Buch Tirza (2006) wurde er zum zweiten Mal nach 2002 mit dem wichtigsten Preis aus Belgien ausgezeichnet, De Gouden Uil.
Grünberg ist auch ein bekannter Kolumnist, Essayist und Blogger. Er schreibt für zahlreiche Zeitungen und Zeitschriften. Als embedded Journalist war er zweimal im Irak. Seine tägliche Kolumne auf der Titelseite der linksliberalen niederländischen Tageszeitung De Volkskrant wird viel beachtet. Seit 1995 lebt Arnon Grünberg in New York City. 2021 bekam er mit der niederländischen Autorin Nina Weijers einen Sohn.

## Veröffentlichungen

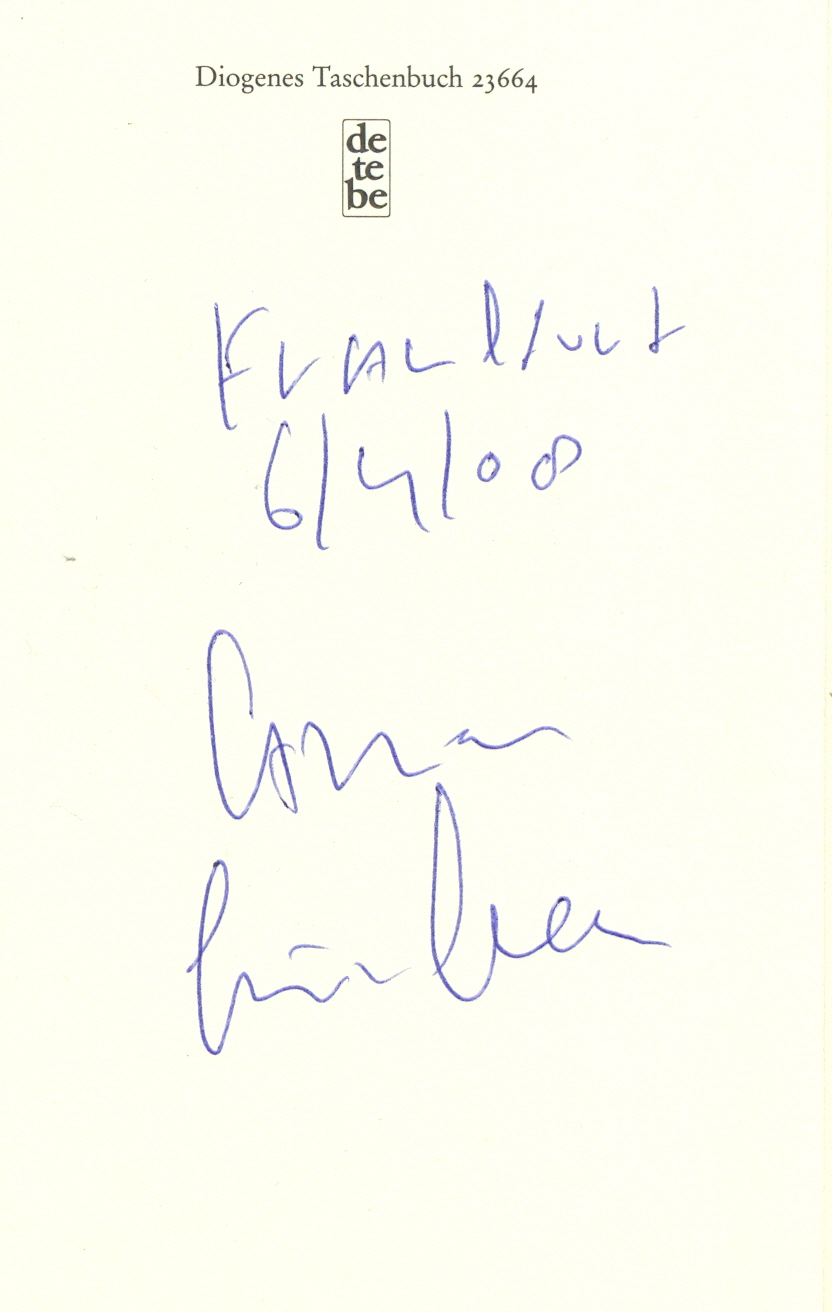
Widmung

- 2021 – Besetzte Gebiete. Roman, Kiepenheuer & Witsch, Köln 2021, ISBN 978-3-462-00106-8.
- 2017 – Die Datei und Die zweite Datei, Kiepenheuer & Witsch, Köln 2017, ISBN 978-3-462-04976-3.
- 2016 – Muttermale. Roman. Kiepenheuer & Witsch, Köln 2016, ISBN 978-3-462-04925-1.
- 2013 – Couchsurfen und andere Schlachten. Reportagen. Herausgegeben von Ilija Trojanow. Zürich 2013, ISBN 978-3-257-06870-2.
- 2012 – De man zonder ziekte. Roman.
  - Der Mann, der nie krank war. übersetzt von Rainer Kersten. Kiepenheuer & Witsch, Köln 2014, ISBN 978-3-462-04660-1.
- 2012 – Mit Haut und Haaren. Roman.
- 2010 – Mitgenommen. Roman. Zürich 2010.
- 2006 – Tirza. Roman. (Tirza. Zürich 2008, ISBN 978-3-257-06637-1)
- 2004 – Grunberg rond de wereld.
- 2004 – Het aapje dat geluk pakt. Novelle. (Gnadenfrist. Zürich 2006, ISBN 3-257-86132-X)
- 2004 – De joodse messias. Roman. (Der jüdische Messias. Zürich 2013)
- 2003 – De asielzoeker. Roman. (Der Vogel ist krank. Zürich 2005)
- 2002 – Geweigerde liefde.
- 2002 – Sterker dan de waarheid: de geschiedenis van Marek van der Jagt.
- 2000 – Fantoompijn. Roman. (Phantomschmerz. Zürich 2003, ISBN 3-257-06375-X)
- 1999 – Liefde is business. Gedichte.
- 1998 – De heilige Antonio. (Der Heilige des Unmöglichen. Zürich 2007, ISBN 978-3-257-06570-1)
- 1998 – De troost van de slapstick. Essays.
- 1998 – Het 14e kippetje. Filmskript.
- 1997 – Figuranten. Roman. (Statisten. Zürich 1999, 2006, ISBN 3-257-06198-6)
- 1994 – Blauwe maandagen. Roman. (Blauer Montag. Zürich 1997, ISBN 3-257-06133-1)
  - 1999 – als Taschenbuch: Blauer Montag. Roman. Diogenes Verlag, Zürich, ISBN 3-257-23128-8.
- 1994 – De advocaat, de leerlooier en de forellen.
- 1994 – Rattewit.
- 1993 – De dagen van Leopold Mangelmann, Brief aan M , Schoonheid en bier.
- 1990 – De Machiavellist.

Unter dem Pseudonym Marek van der Jagt:
- 2005 – Otto Weininger, of bestaat de Jood? Essay.
- 2002 – Gstaad 95-98. Roman. (Gstaad. Berlin 2023, ISBN 978-3-8477-0465-2)
- 2002 – Monogaam Essay. (Monogam. Zürich 2003, ISBN 3-257-06342-3)
- 2000 – De geschiedenis van mijn kaalheid. Roman. (Amour Fou. Zürich 2002, ISBN 3-257-23366-3)

## Theaterstücke
- 2015 – Hoppla, wir sterben! Uraufführung am 29. April 2015 in den Münchner Kammerspielen

Die Übersetzungen aus dem Niederländischen ins Deutsche besorgte bislang allesamt Rainer Kersten.

## Auszeichnungen (Auswahl)
- 2022 Johannes Vermeerprijs[6]
- 2022: P.C.-Hooft-Preis für erzählende Prosa[7]
- 2011: Frans-Kellendonk-Preis
- 2009: Constantijn Huygensprijs
- 2007: Goldene Büchereule für Tirza
- 2007: Libris-Literaturpreis für Tirza
- 2004: F. Bordewijkpreis für De asielzoeker
- 2004: AKO Literaturpreis für Der Vogel ist krank
- 2002: Goldene Büchereule für De Mensheid Zij Geprezen
- 2000: AKO Literaturpreis für Phantomschmerz
- 1998: Charlotte Köhler Stipendium
- 1996: Goldenes Eselsohr für Blauwe maandagen
- 1994: Anton-Wachter-Preis für Blauwe maandagen[8]

### Nominierungen
- 2012: AKO-Literaturpreis für De man zonder ziekte
- 2011: AKO-Literaturpreis für Huid en haar
- 2009: Libris-Literaturpreis für Onze Oom
- 2007: Euregio-Schüler-Literaturpreis für Amour fou
- 2007: AKO-Literaturpreis für Tirza
- 2003: AKO-Literaturpreis für Gstaad 95-98
- 2003: Libris-Literaturpreis für Gstaad 95-98
- 2001: Gerard-Walschap-Preis (Literatuurprijs Gerard Walschap-Londerzeel / Seghers Literatuurprijs) für De geschiedenis van mijn kaalheid
- 1998: Libris-Literaturpreis für Figuranten